# Ugo Fiorelli
Ugo Fiorelli (Napoli, 5 marzo 1893 – Canale di Sicilia, 24 aprile 1941) è stato un militare italiano.

## Biografia
Ex-allievo della Scuola Militare Nunziatella, e successivamente dell'Accademia Navale di Livorno dal settembre 1909, fu nominato guardiamarina nel 1913, avanzando poi al grado di Sottotenente di vascello nel 1915 e di Tenente di Vascello nell'aprile 1917.
Durante la prima guerra mondiale prestò servizio su navi da battaglia, partecipando alla campagna albanese nel 1920 con l'incarico di Comandante della  Squadriglia MAS di Sebenico. Terminato il conflitto, proseguì la carriera nella Marina Militare, con periodi a terra e nuovi imbarchi.
Con il grado di Capitano di Corvetta, fu nominato Sottocapo di Stato Maggiore del Comando Militare Marittimo di Pola, quindi Comandante in seconda della Scuola Meccanici CREM di Venezia, dove lo ritraggono certamente immagini risalenti al 1934 (vedi foto). Essendo stato promosso Capitano di Fregata nel maggio 1931, nel 1937 richiese il congedo ed entrò a far parte della Riserva.
Lo scoppio della seconda guerra mondiale lo vide ritornare in servizio, come Comandante dell'incrociatore Egeo. Alle 00.40 del 24 aprile 1941, durante un viaggio di trasferimento da Tripoli a Palermo, la Egeo fu intercettata dalla forza K di base a Malta, composta dalla 14ª Flottiglia Cacciatorpediniere della Mediterranean Fleet, HMS Jervis, HMS Janus, HMS Jaguar e HMS Juno.
Pur essendo la Egeo una ex motonave civile riarmata in occasione delle ostilità, e con funzioni ausiliarie, sotto il comando del capitano Fiorelli essa sostenne una ventina di minuti di combattimento, fino ad essere colpita da una coppia di siluri della HMS Juno e ad affondare a circa 65 miglia da Tripoli.
Nel naufragio perse la vita gran parte dell'equipaggio, compreso il capitano Fiorelli il quale, sebbene illeso, rifiutò di porsi in salvo ed affondò con la propria unità, guadagnandosi la medaglia d'oro al valor militare.

## Onorificenze
Durante una navigazione notturna isolata, scontratosi con una divisione navale nemica, malgrado la schiacciante preponderanza avversaria reagiva prontamente all'attacco con tutte le armi di bordo.
Mentre la maggior parte dell'equipaggio cadeva colpita dal tiro nemico egli rimaneva sereno al suo posto rinunciando, benché illeso, a lasciare la nave prossima ad affondare e rincuorando i feriti con parole di fede e di amor patrio; con loro scompariva in mare.